# Vignoc
Vignoc (bretonisch: Gwinieg; Gallo: Veinyoc) ist eine französische Gemeinde mit 2.290 Einwohnern (Stand: 1. Januar 2022) im Département Ille-et-Vilaine in der Region Bretagne; sie gehört zum Arrondissement Rennes und zum Kanton Melesse.

## Geographie
Vignoc liegt etwa 17 Kilometer nordnordwestlich von Rennes. Umgeben wird Vignoc von den Nachbargemeinden Hédé-Bazouges im Nordwesten und Norden, Guipel im Norden und Nordosten, Saint-Médard-sur-Ille im Osten, Montreuil-le-Gast im Südosten, La Mézière im Süden, Gévezé im Süden und Südwesten sowie Langouet im Westen. Durch das Gemeindegebiet von Vignoc verläuft die autobahnartig ausgebaute Straße D 137 von Rennes nach Saint-Malo.

## Bevölkerungsentwicklung
| Jahr                       | 1962 | 1968 | 1975 | 1982 | 1990 | 1999 | 2006 | 2013 | 2020 |
| Einwohner                  | 662  | 667  | 674  | 773  | 887  | 1091 | 1596 | 1796 | 2115 |
| Quellen: Cassini und INSEE |      |      |      |      |      |      |      |      |      |

## Sehenswürdigkeiten

Kirche Saint-Pierre-ès-liens

- Kirche Saint-Pierre-ès-liens
- Schloss La Villouyère
- Wasserturm